# Servant of the Mind
Servant to the Mind er det ottende studiealbum fra den danske metalgruppe Volbeat, der udkom den 3. december 2021.
Den 2. juni udgav gruppen de første to singler fra albummet; "Wait A Minute My Girl" og "Dagen Før" med Stine Bramsen. Begge sange var blevet skrevet og indspillet under coronanedlukket. Poulsen, Larsen og Boye Larsen indspillede deres dele med Jacob Hansen, som de længe har haft et samarbejde med, mens Caggiano indspillede fra New York.
Den 23. september udgav gruppen singlen "Shotgun Blues", og samtidig annoncerede gruppen at albummet ville udkomme 3. december samme år. Albummets trackliste blev også offentliggjort.

## Spor
| 1.  | "Temple of Ekur"                      |  |  |
| 2.  | "Wait A Minute My Girl"               |  |  |
| 3.  | "The Sacred Stones"                   |  |  |
| 4.  | "Shotgun Blues"                       |  |  |
| 5.  | "The Devil Rages On"                  |  |  |
| 6.  | "Say No More"                         |  |  |
| 7.  | "Heaven’s Descent"                    |  |  |
| 8.  | "Dagen før" (featuring Stine Bramsen) |  |  |
| 9.  | "The Passenger"                       |  |  |
| 10. | "Step Into Light"                     |  |  |
| 11. | "Becoming"                            |  |  |
| 12. | "Mindlock"                            |  |  |
| 13. | "Lasse’s Birgitta"                    |  |  |

| 14. | "Return To None"                                        |  |
| 15. | "Domino"                                                |  |
| 16. | "Shotgun Blues" (featuring Dave Matrise fra Jungle Rot) |  |
| 17. | "Dagen før" (Michael Vox Version)                       |  |

## Hitlister
| Hitliste (2021)                    | Højeste placering |
| ---------------------------------- | ----------------- |
| Østrig (Ö3 Austria)                | 1                 |
| Belgien (Ultratop Flanderen)       | 8                 |
| Belgien (Ultratop Vallonien)       | 38                |
| Canadiske Albummer (Billboard)     | 56                |
| Danmark (Album Top-40)             | 1                 |
| Holland (Album Top 100)            | 5                 |
| Finland (Musiikkituottajat)        | 4                 |
| Frankrig (SNEP)                    | 85                |
| Tyskland (Offizielle Top 100)      | 1                 |
| Norge (VG-lista)                   | 10                |
| Skotland (OCC)                     |                   |
| Spanien (PROMUSICAE)               | 51                |
| Swedish Albums (Sverigetopplistan) | 6                 |
| Schweiz (Schweizer Hitparade)      | 2                 |
| Storbritannien (OCC)               | 31                |
| 1                                  |                   |
| US Billboard 200                   | 91                |
| US Hard Rock Albums (Billboard)    | 2                 |
| US Rock Albums (Billboard)         | 9                 |

| Hitliste (2021)                    | Placering |
| ---------------------------------- | --------- |
| Austrian Albums (Ö3 Austria)       | 50        |
| German Albums (Offizielle Top 100) | 24        |
| Swiss Albums (Schweizer Hitparade) | 64        |

| Hitliste (2022)                    | Placering |
| ---------------------------------- | --------- |
| Austrian Albums (Ö3 Austria)       | 37        |
| German Albums (Offizielle Top 100) | 23        |